# Чо Юн Хі
Чо Юн Хі (кор. 조윤희, нар. 13 жовтня 1982, Чхонджу, Південна Корея) — південнокорейська акторка, відома ролями у телесеріалах «Мій чоловік має сім'ю» (2012) та «Дев'ять» (2013).

## Біографія
Кар'єра Чо Юн Хі розпочалася у 1999 році зі зйомок у відеокліпах, у 2002 році вона зіграла першу невелику роль у телесеріалі. У наступному році молода акторка дебютувала в кіно, далі було багато ролей як в кіно так і на телебаченні але головних серед них не було. Першу нагороду акторці принесла ролі в мелодраматичному серіалі «Золота рибка». Підвищенню популярності акторки сприяла другорядна роль в популярному серіалі вихідного дня «Мій чоловік має сім'ю» 2012 року. У наступному році Юн Хі зіграла першу в своїй кар'єрі головну роль в фантастичному серіалі «Дев'ять». У 2014 році вона зіграла головну жіночу роль в історичному серіалі «Обличчя короля». У 2016 році Юн Хі отримала одну з головних ролей в родинній драмі «Джентльмен з ательє Вольгусу». Першою роботою після народження дитини, для Юн Хі, стали зйомки в серіалі «Прекрасне кохання, чудове життя» прем'єра якого відбулася восени 2019 року.

### Особисте життя
У травні 2017 року Юн Хі повідомила що зарєєструвала шлюб з актором Лі Дон Гоном, з яким почала зустрічатися на зйомках серіалу «Джентльмен з ательє Вольгусу» в якому вони грали ролі закоханої пари. Приватна весільна церемонія на яку були запрошені лише найближчі друзі та родичі відбулася наприкінці вересня того ж року. Тодіж стало відомо що подружжя чекає первістка, 14 грудня 2017 року Юн Хі народила дівчинку.

## Фільмографія

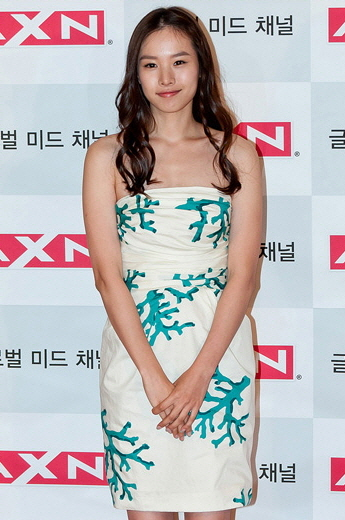
Чо Юн Хі у 2011 році

### Телевізійні серіали
| Рік       | Назва                                | Роль                          | Мережа        |
| --------- | ------------------------------------ | ----------------------------- | ------------- |
| 2002      | «Помаранч»                           | Чо Юн Хі                      | SBS           |
| 2003      | «Любовний лист»                      | Чон Ю Рі                      | MBC           |
| 2004      | «Метелик»                            | Чі Вон                        | MBC           |
| 2004      | «Білосніжка: смак солодкого кохання» | Цукіхара Мінако               | KBS2          |
| 2006      | «Кохання не може чекати»             | Кан Хі Су                     | MBC           |
| 2007      | «GOD» (міська драма)                 | Хон Со Йон                    | KBS2          |
| 2008      | «LoveForSale.com» (міська драма)     | Чі Йон У                      | KBS2          |
| 2008      | «Прожектор»                          | Чхе Мьон Ин                   | MBC           |
| 2009      | «Острів невдоволених»                | Мі Хян                        | KBS2          |
| 2009      | «Гаряча кров»                        | Мін да Хє                     | KBS2          |
| 2009      | «Усміхнися, ти»                      | дівчина на побаченні (камео)  | SBS           |
| 2010      | «Золота рибка»                       | Хан Чі Мін                    | MBC           |
| 2011      | «Збреши мені»                        | О Юн Чжу                      | SBS           |
| 2012      | «Мій чоловік має сім'ю»              | Пан Ї Сук                     | KBS2          |
| 2013      | «Кохання в спогадах»                 |                               | Naver TV Cast |
| 2013      | «Дев'ять»                            | Чу Мін Йон                    | tvN           |
| 2013      | «Скандал»                            | У А Мі                        | MBC           |
| 2014–2015 | «Обличчя короля»                     | Кім Га Хі                     | KBS2          |
| 2015      | «Продюсери»                          | Шин Хє Чжу (камео, 1-4 серії) | KBS2          |
| 2016      | «Щуролов»                            | Йо Мьон Ха                    | tvN           |
| 2016–2017 | «Джентльмен з ательє Вольгусу»       | На Йон Сіль                   | KBS2          |
| 2019–2020 | «Прекрасне кохання, чудове життя»    | Кім Солла                     | KBS2          |
| 2023      | «Втеча семи»                         | Ко Мьон Чжі                   | SBS           |

### Фільми
| Рік  | Назва                              | Роль               |
| ---- | ---------------------------------- | ------------------ |
| 2003 | «Остання вечеря»                   | Лі Че Рім          |
| 2004 | «38 паралель»                      | онука Лі Чжін Сока |
| 2008 | «Жити разом, бути щасливими разом» | Но Ю Чжін          |
| 2009 | «Таємниця четвертого періода»      | Хон Чун Хі (камео) |
| 2012 | «Книга судного дня»                | Чі Ин              |
| 2012 | «Торговці людьми»                  | Ю Рі               |
| 2014 | «Шахраї»                           | Ин Ха              |
| 2015 | «Чарівник»                         | Бо Им              |
| 2016 | «Щасливий ключ»                    | Кан Рі На          |

## Нагороди
| Рік  | Нагорода                     | Категорія                                                 | Робота                         | Результат | Прим.  |
| ---- | ---------------------------- | --------------------------------------------------------- | ------------------------------ | --------- | ------ |
| 2009 | 23-тя Премія KBS драма       | Краща нова акторка                                        | «Гаряча кров»                  | Номінація |        |
| 2010 | Премія MBC драма             | Краща нова акторка                                        | «Золота рибка»                 | Перемога  | [ 8 ]  |
| 2012 | 5-та Премія Ікона стилю      | Нова ікона                                                | «Мій чоловік має сім'ю»        | Перемога  |        |
| 2012 | 26-та Премія KBS драма       | Краща пара ( разом з Лі Хі Чжуном)                        | «Мій чоловік має сім'ю»        | Перемога  | [ 9 ]  |
| 2012 | 26-та Премія KBS драма       | Краща акторка другого плану                               | «Мій чоловік має сім'ю»        | Перемога  | [ 9 ]  |
| 2013 | 6-та Премія корейської драми | Краща пара ( разом з Лі Чін Уком)                         | «Дев'ять»                      | Номінація | [ 10 ] |
| 2013 | 6-та Премія корейської драми | Нагорода за високу майстерність (акторка)                 | «Дев'ять»                      | Перемога  | [ 10 ] |
| 2013 | Премія MBC драма             | Нагорода за майстерність (акторка спеціальної драми)      | «Скандал»                      | Номінація |        |
| 2014 | 28-ма Премія KBS драма       | Нагорода за майстерність (акторка середньотривалої драми) | «Обличчя короля»               | Номінація |        |
| 2016 | 30-та Премія KBS драма       | Нагорода за майстерність (акторка серіалу)                | «Джентльмен з ательє Вольгусу» | Перемога  | [ 11 ] |